# Anton Pozniak
Anton Louis Pozniak (Londres, ?) es un médico británico especializado en infectología y líder de la lucha contra el VIH/sida en el mundo, ya que fue el presidente de la Sociedad Internacional de SIDA de 2018 a  2020.

## Biografía
Estudió en la Universidad de Brístol y se graduó en 1979. Fue testigo del inicio de la epidemia en su país, comenzando a tratar pacientes con VIH desde 1983 y trabajó de 1989 a 1991 en Zimbabue para contribuir directamente con la lucha contra el VIH/sida en África.

### Carrera
En 1996 fue admitido como miembro del Colegio Real de Medicina. Durante la XXII Conferencia Internacional sobre el Sida fue elegido nuevo Presidente de la IAS, hasta ese momento era el Tesorero de la entidad. Actualmente también es considerado una eminencia en el estudio de la tuberculosis.